# Йесеротте, Херардо
Херардо Сесар Йесеротте Сарусо (исп. Gerardo César Yecerotte Soruco; родился 28 августа 1985 года, Сан-Рамон-де-ла-Нуэва-Оран, Аргентина) — боливийский футболист аргентинского происхождения, нападающий клуба «Боливар» и сборной Боливии.

## Клубная карьера
Йесеротте начал карьеру выступая за команды низших дивизионов чемпионата Аргентины. В 2006 году он переехал в Боливию, где подписал контракт с командой «Реал Потоси». Через год Херардо помог клубу выиграть боливийскую лигу. В составе «Потоси» он выступал на протяжении 6 лет.
В 2012 году Йесеротте перешёл в «Боливар». 25 октября в поединке против «Ауроры» он дебютировал за новую команду. В 2013 году Херардо во второй раз чемпионом Боливии. В этом же матче Йесеротте забил свой первый гол за клуб.
31 июля 2014 года в 1/4 финала Кубка Либертадорес против аргентинского «Сан-Лоренсо» Херардо забил гол.

## Международная карьера
6 июня 2009 года в квалификационном матче чемпионата мира в ЮАР против сборной Венесуэлы Йесеротте дебютировал за сборную Боливии. 9 сентября в квалификационной встрече против сборной Эквадора Херардо забил свой первый гол за национальную команду.

### Голы за сборную Боливии
| # | Дата            | Место                          | Противник | Счёт | Результат | Соревнование                          |
| - | --------------- | ------------------------------ | --------- | ---- | --------- | ------------------------------------- |
| 1 | 9 сентября 2009 | Эрнандо Силес, Ла-Пас, Боливия | Эквадор   | 1:3  | 1:3       | Чемпионат мира 2010 отборочный турнир |

## Достижения
Командные
 «Реал Потоси»
- Чемпионат Боливии по футболу — Апертура 2007

 «Боливар»
- Чемпионат Боливии по футболу — Клаусура 2012/2013